# 普通燕鸻
普通燕鸻（学名：Glareola maldivarum）一般稱燕鴴，为燕鸻科燕鸻属的鸟类。

## 辭源
屬名是拉丁語  的縮寫，意為「碎石」，指的是燕鴴的典型築巢棲地。物種名maldivarum指的是模式產地，即馬爾代夫群島附近的海洋；該模式標本是在海上捕獲的活體，並在蒼蠅餵養下存活了一個月。

## 描述
這些鳥類具有短腿、長而尖的翅膀和長而分叉的尾巴。牠們的喙短小，這是為了適應空中捕食。背部和頭部為棕色，翅膀也是棕色，並帶有黑色的飛羽。腹部為白色，翼下為栗色。要區分這種鳥與其他燕鴴，例如同樣具有栗色翼下的領燕鴴以及同樣有黑色上翼飛羽且沒有白色後緣的黑翅燕鴴，需要非常好的視角。這些特徵在野外並不一般容易看到，特別是栗色翼下若無良好視角看起來可能為黑色。

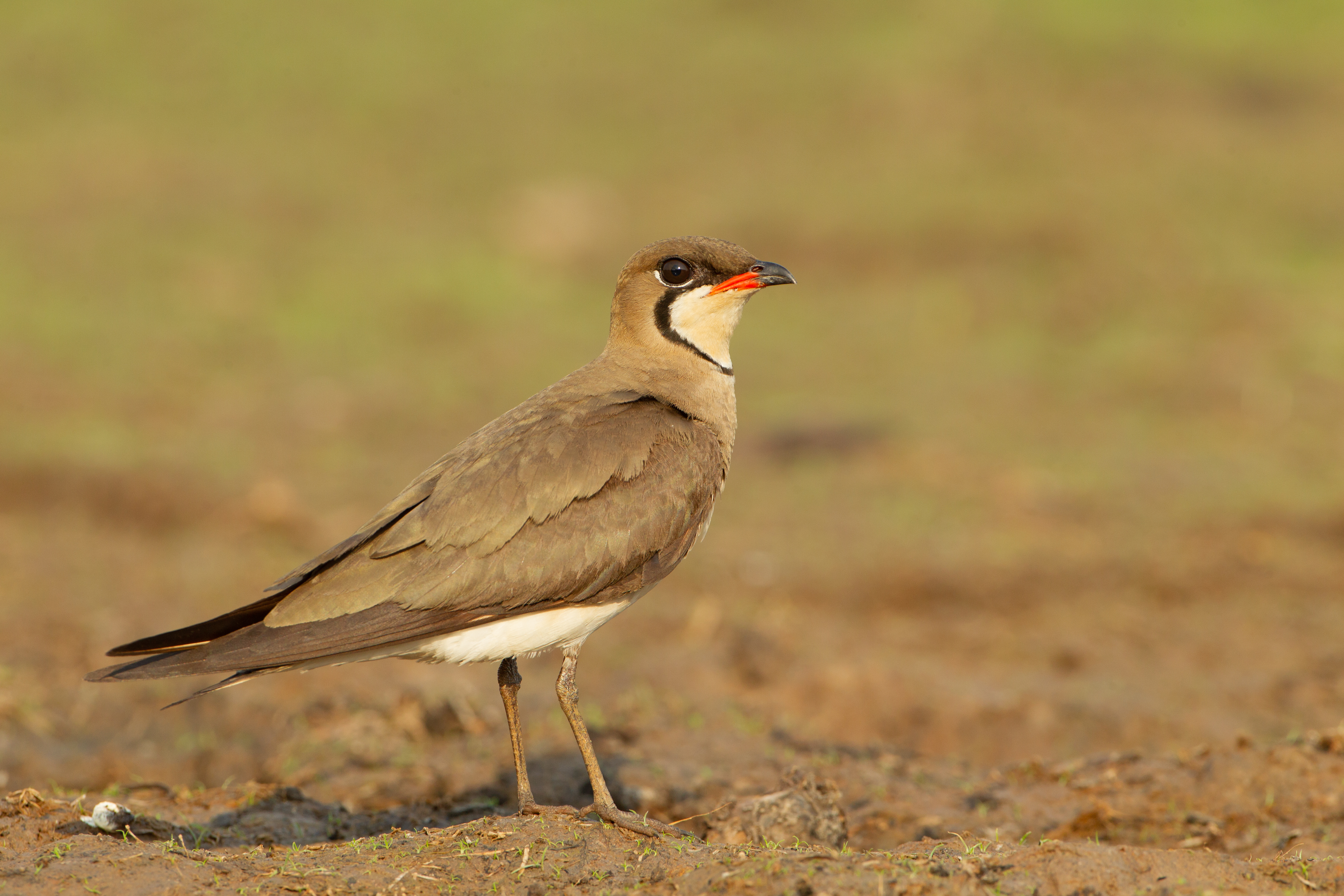
非常清晰的影像，可點選看更大尺寸

## 习性
所有燕鴴的一個不尋常特徵是，雖然被歸類為涉禽，但牠們通常像燕子一樣在空中捕捉昆蟲，儘管牠們也可以在地面上覓食。普通燕鴴是開闊地區的鳥類，通常在傍晚時分在水邊捕食昆蟲。
主食昆虫，为蝗虫的天敌，于飞行时用嘴兜捕，或自地面啄取；兼有燕和鹬的特性；卵产于地表稍凹处。

## 築巢
牠們在地面上產下2–3枚蛋。

## 分佈
普通燕鴴原產於亞洲，繁殖範圍從北巴基斯坦和喀什米爾地區開始，間歇性地向南延伸至馬爾代夫和斯里蘭卡、中南半島、中國東部、滿洲和菲律賓。牠們是候鳥，在整個東洋界和西澳大拉西亞過冬。
在中国大陆，分布範圍北起东北、内蒙古、河北，西至青海、四川，南至云南、广东、福建，亦包括山东等地。该物种的模式产地在马尔代夫群岛。

## 圖庫

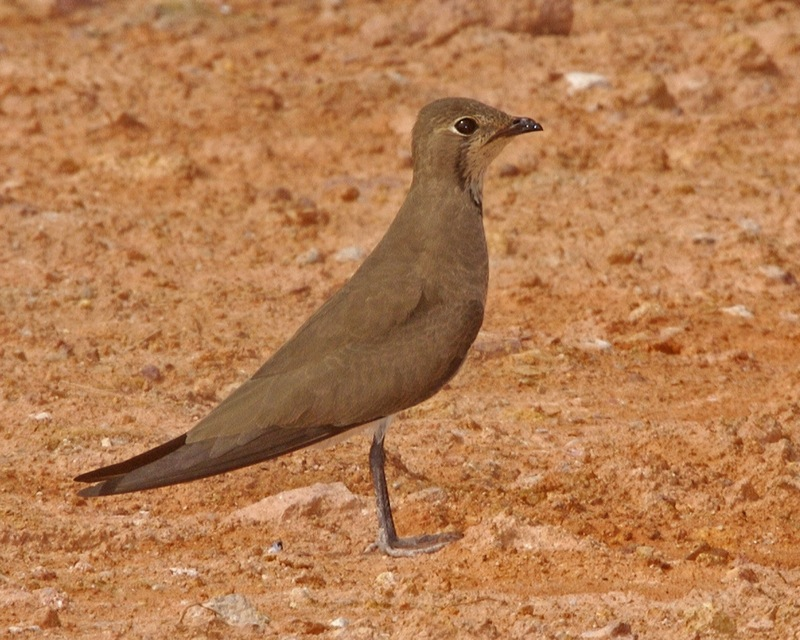
非繁殖季成鳥
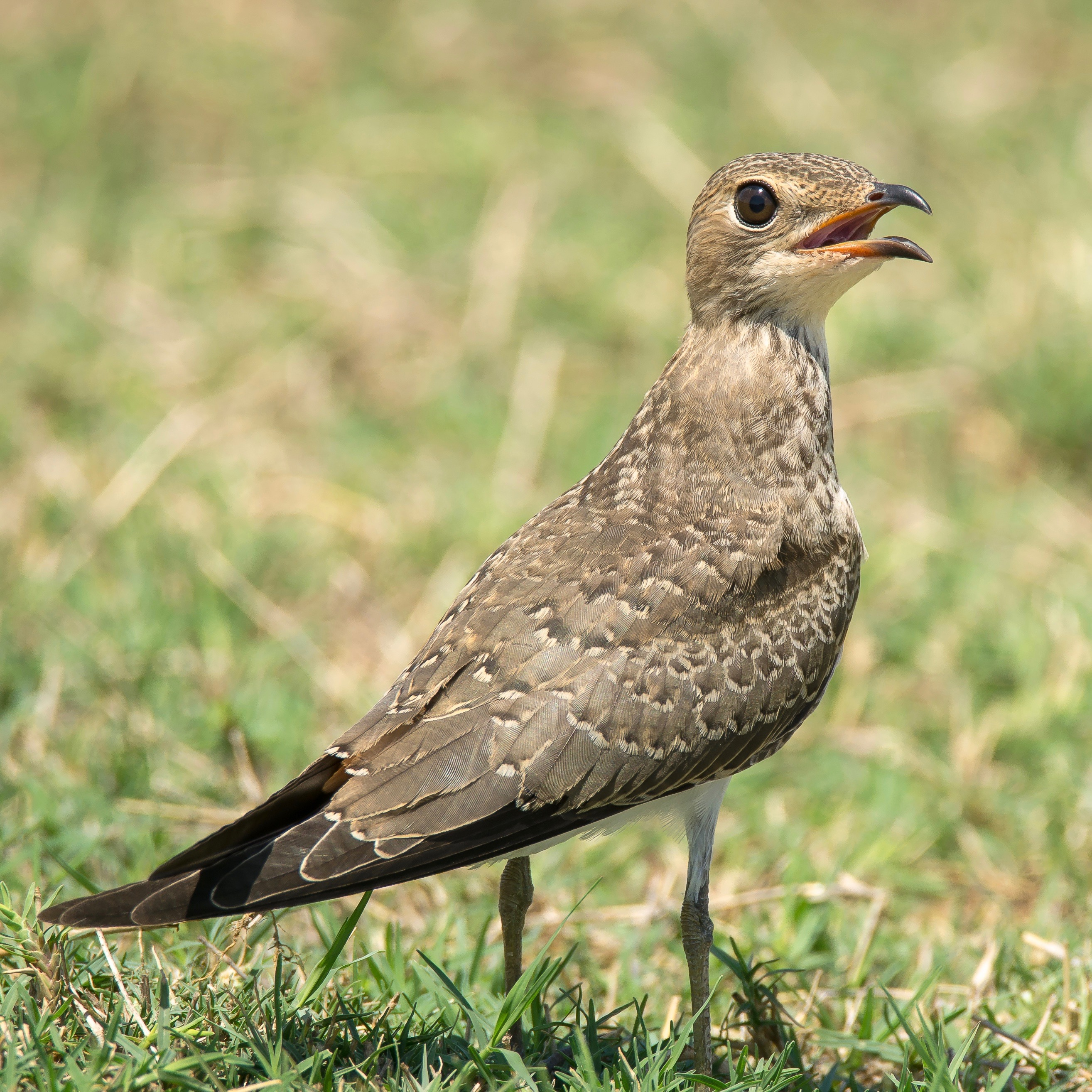
帶斑點的亞成鳥 Tenneri，泰米爾納德邦
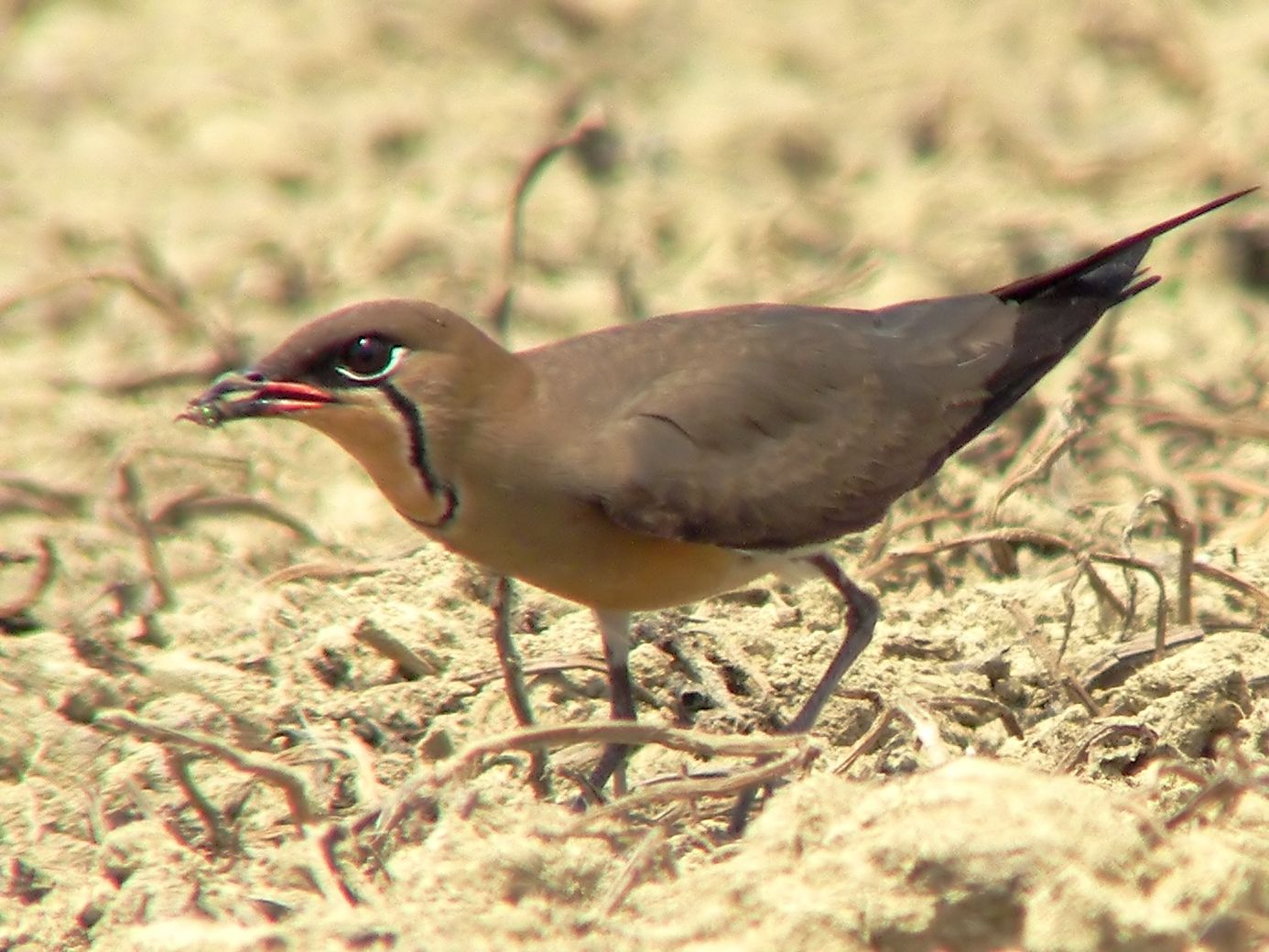
追蹤地面上的昆蟲
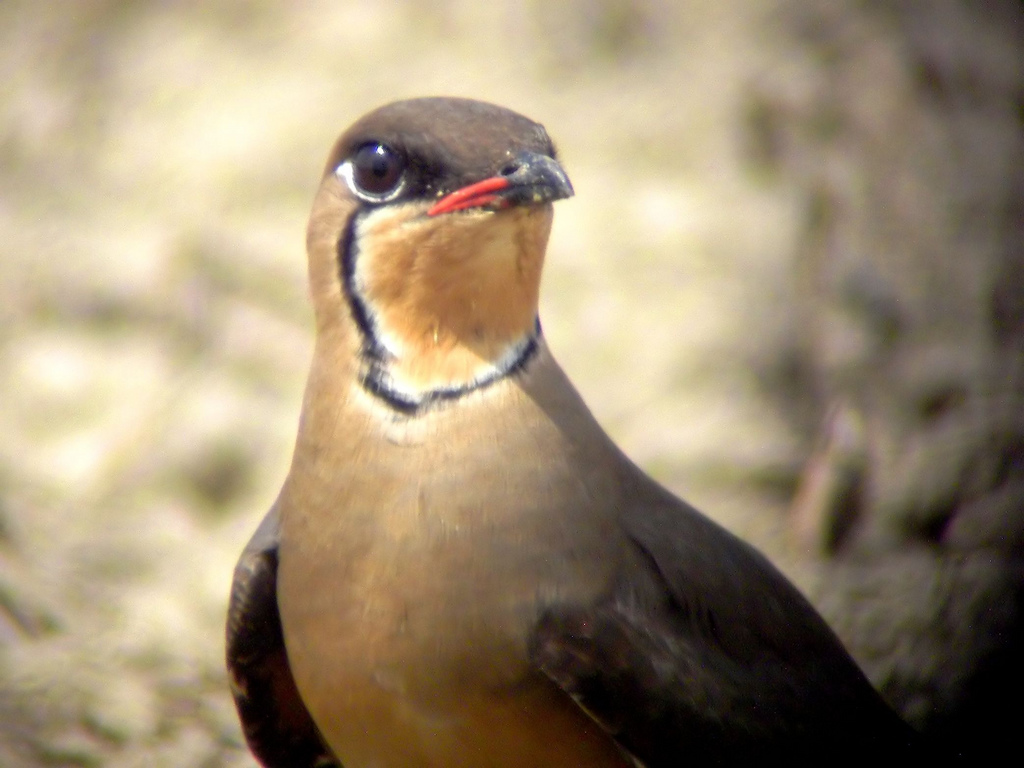
繁殖季的成鳥出現白色的喉斑
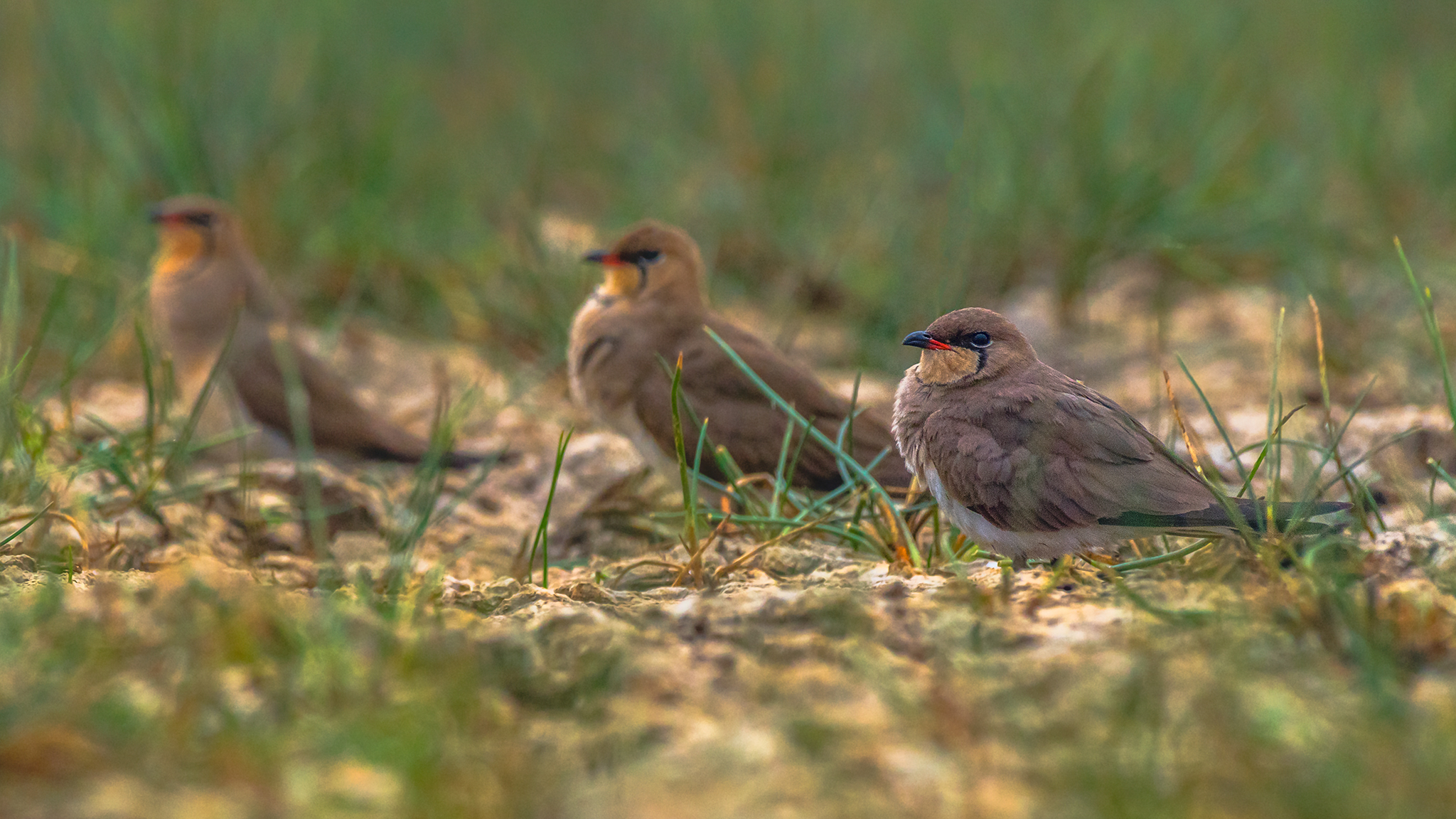
棲息的一群燕鴴 吉爾卡湖, 印度沿海
- 攝於 洛吉爾谷區水域,昆士蘭, 澳洲

## 外部連結
- 燕鴴 - 台灣大百科全書 （页面存档备份，存于）